# پیتر جان دولین
پیتر جان دولین (انگلیسی: Peter Devlin؛ زادهٔ ۱ ژانویهٔ ۱۹۵۳) فرمانده نظامی اهل کانادا است.